# Limes Germanicus
Limes Germanicus (latinsky germánská hranice) je název, který se v moderní době používá k linii hraničních (limes) opevnění, která ohraničovala starověké římské provincie Germania Inferior, Germania Superior a Raetia, rozdělující Římskou říši a nepodrobené germánské kmeny od letech 83 až asi 260 n. l. Limes používal buď přirozenou hranici, jako je řeka, nebo typicky zemský břeh a příkop s dřevěnou palisádou a strážními věžemi. Za hranicí byl vybudován systém pevností.
Hranice se v průběhu času měnila po v důsledku tlaku z vnějších hrozeb. Na svém vrcholu vedla hranice "Limes Germanicus" od ústí řeky Rýn do Severního moře až po Řezno (Castra Regina) na Dunaji. Tyto dvě hlavní řeky poskytovaly přirozenou ochranu před vpády na římské území, s výjimkou mezery táhnoucí se zhruba od Mogontiacum (Mainz) na Rýně po Castra Regina.

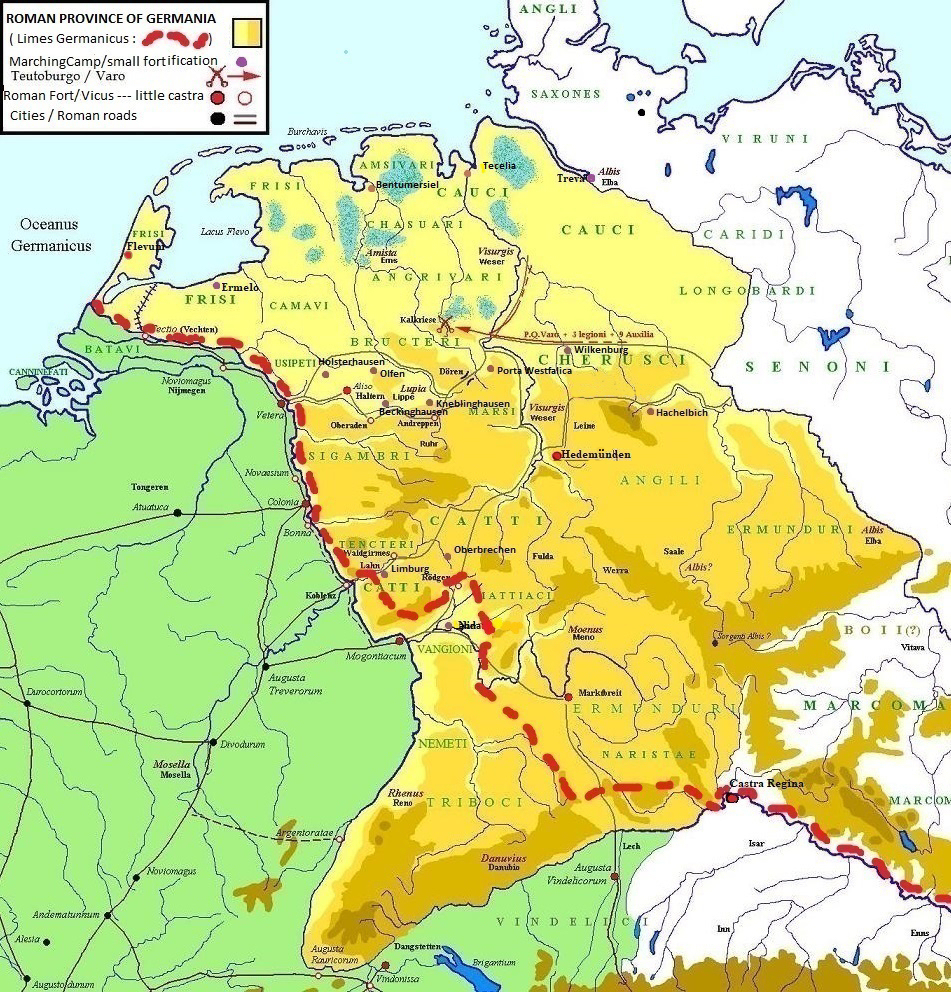
Mapa římské provincie Germania s vyznačenou Limes Germanicus

## Historie
Prvním císařem, který začal stavět opevnění podél hranic římské říše byl Augustus, krátce po ničivé římské porážce v bitvě v Teutoburském lese v roce 9 n. l. Od smrti císaře Augusta (14 n. l.) až do roku 70 n. l. tvořily hlavní část hranice řeky Rýn a horní Dunaj. Za těmito řekami kontrolovali Římané pouze úrodnou rovinu Frankfurtu, naproti římské hraniční pevnosti Moguntiacum (Mohuč), nejjižnější svahy Černého lesa a několik dalších roztroušených území. Severní část této hranice, kde je Rýn hluboký a široký, zůstala římskou hranicí, dokud říše nepadla. 